# آهن آلفا
آهن آلفا یکی از آلوتروپ‌های آهن است. این آلوتروپ از دمای ۲۷۳- درجه سانتیگراد(صفر مطلق یا همان صفر کلوین) تا ۹۱۲ درجه سانتیگراد پایدار است. این آلوتروپ دارای ساختمان بلوری مکعبی مرکزپر (bcc) است.
ثابت شبکهٔ آهن آلفای فرومغناطیس، ۲/۸۶ آنگستروم است.